# 日本のキリスト教会で歌われる賛美歌一覧
日本のキリスト教会で歌われる讃美歌一覧（にほんのキリストきょうかいでうたわれるさんびかいちらん）は、日本のキリスト教会で歌われている賛美歌を五十音順に記述する。

## 一覧

### あ行
- 「アメイジング・グレイス」
- 「天には栄え」 - メンデルスゾーン作曲、チャールズ・ウェスレー作詞。クリスマス。
- 「荒野の果てに」 - クリスマス。
- 「いつかはしらねど」 - 「真白き富士の根」と同じメロディー。喜田川広作詞。
- 「いつくしみ深き」 - 「星の世界」と同じメロディー。
- 「うるわしの白百合」 - アリス・ジーン・クリーター作詞。2020年10月、NHKの連続テレビ小説「エール」劇中で、薬師丸ひろ子が歌唱して話題となった。
- 「エサイの根より」クリスマス、待降節。
- 「丘の上の教会へ」第2編189番、明るく楽しいメロディー、思わず鼻歌をしてしまう

### か行
- 「飼い主我が主よ」　-ヴォーリズ学園の始業の音楽
- 「輝く日を仰ぐとき」
- 「神共にいまして」 - 世界中で歌われる送別の歌。
- 「神の御子は今宵しも」 - クリスマスの定番
- 「神は愛なり」 - 「神はひとり子を」とも。音楽伝道者三谷種吉の代表作。
- 「神はわがやぐら」 - ルター作詞。J.S.バッハのカンタータ BWV.80「われらが神は堅き砦」や、メンデルスゾーンの交響曲第5番「宗教改革」に使われている。
- 「北のはてなるこおりの山」 - 世界宣教の讃美歌。
- 「きたれや、みたまよ」 - マーラーの交響曲第8番「千人の交響曲」第一部の歌詞。
- 「キリストには代えられません」 - アメリカの代表的な讃美歌歌手ジョージ・ビバリー・シェーの代表作。ビリー・グラハムの伝道集会で讃美された。
- 「きよしこの夜」 - クリスマス。
- 「草木も人も」 - パウル・ゲルハルト作詞。J.S.バッハの4声コラール集に収録。BWV392。
- 「けがれとあらそいは」 - 「アロハ・オエ」と同じメロディー。
- 「こころみの世にあれど」 - リバー・ランズ・スルー・イットに登場する教会で歌われた。

### さ行
- 「栄えに満ちたる」- フランツ・ヨーゼフ・ハイドン作曲。ハプスブルク帝国国歌「神よ、皇帝フランツを守り給え」、現行のドイツ国歌と同じメロディー。
- 「さかえの主イエスの」 - イギリスの四大讃美歌。
- 「さやかに星はきらめき」 - クリスマス。
- 「主よ深きふちの底より」-マルティン・ルター作詞、J.S.バッハ作曲カンタータBWV38「深き悩みの淵より、われ汝に呼ばわる」。
- 「主われを愛す」 - 日本最古のプロテスタントの賛美歌。
- 「十字架の血に」 - アイラ・サンキーが好んだ代表的な福音唱歌。
- 「ジョイフルジョイフル」 - ベートーヴェンの交響曲第9番「合唱」第四楽章のメロディー。
- 「すべてのもの統らすかみよ」 - ブラームスの交響曲第1番のメロディー。
- 「主よ御許に近づかん」 - 沈み行くタイタニックで演奏された史実から映画でも使われた。
- 「聖なる、聖なる、聖なるかな」 - 325年のニカイア信条にて確認された三位一体の讃美歌。

### た行
- 「ダビデの村に」 - イエス・キリストの降誕
- 「血しおしたたる」 - パウル・ゲルハルト詞。J.S.バッハのBWV.244「マタイ受難曲」で使われている。
- 「ちとせの岩よ」 - イギリスの4大讃美歌。
- 「つよき神の子、朽ちぬ愛よ」 - アルフレッド・テニスンの長詩『イン・メモリアム』の序詩。
- 「どんなときでも」

### は行
- 「ひいらぎかざろう」 - クリスマス。
- 「日暮れて四方は暗く」 - 葬送の際に使われることがある。
- 「ひとよ、汝がつみの」 - J.S.バッハのBWV.244「マタイ受難曲」で使われている。

### ま行
- 「牧人ひつじを」 - クリスマス。
- 「まもなくかなたの」
- 「御神とともにすすめ」 - レオン・リーの応援歌に使われた。
- 「御使いうたいて」 - 「グリーンスリーブス」のメロディー。クリスマス。
- 「みめぐみゆたけき」- 大河ドラマ「八重の桜」の挿入曲
- 「見よ、主は輝く雲にうち乗り」 - クリスマス前のアドベント、イエス・キリストの再臨
- 「めぐみゆたけき主よ」 - ルイ・ブルジョワ作曲。『ジュネーブ詩篇歌』。
- 「めさめよわがたま」 - イギリスの4大讃美歌。
- 「目ざめよわが霊」 - 「蛍の光」のメロディー。
- 「ものみなこぞりて」 - アッシジのフランチェスコの「太陽の讃歌」に基づく。
- 「もろびとこぞりて」 - クリスマス。

### や行
- 「よろこべやたたえよや」 - 旧約聖書外典・マカバイ記のユダ・マカバイを扱った、ヘンデルのオラトリオ HWV.63「マカベウスのユダ」の第3幕第58曲「見よ、勇者は帰る」のメロディー（表彰式の音楽として有名）。
- 「優しくも愛らしき」 - J.S.バッハのBWV.493（「シェメッリ賛美歌集」の一曲）。「讃美歌」110番と同じメロディー。
- 「やすかれわがこころよ」 - シベリウスの交響詩「フィンランディア」のメロディー。
- 「山路こえて」 - 西村清雄作詞。日本人による初の創作讃美歌。
- 「山辺に向かいて」 -女子学院高等学校の始業チャイムに使われている。

### ら行
- 「両手いっぱいの愛」

### わ行
- 「わがこころよ、いま」 - ヨハン・クリューガー作曲、ヨハン・フランク詞。J.S.バッハのカンタータ BWV.180「身を飾れ、おお愛する魂よ」。
- 「わが主のみわざは」 - J.S.バッハのカンタータ BWV.98、BWV.99、BWV.100。
- 「わがたましいを」 - チャールズ・ウェスレー作詞。
- 「わが大和の国をまもり」 - 松山高吉作詞。戦前戦中によく歌われ、「教会の君が代」と呼ばれた[1]。
- 「わがよろこび、なぐさめなる」 - ヨハン・クリューガー作曲、ヨハン・フランク詞。J.S.バッハのモテット BWV.227「イエス、わが喜び」。